# مرقص نصار
مُرقُص نصّار (1872 - 1937) معماري فلسطيني. يُعتبر أحد رموز فن العمارة في فلسطين منذ بدايات القرن العشرين. ارتبط اسمه بالعديد من القصور والأديرة والمباني العامة في بيت لحم والقدس وغيرها من المدن الفلسطينيّة. ولقد زاوجت أعماله بين العمارة المحليّة، والحداثة المتأثرة بالعمارة الغربيّة آنذاك.

## السيرة المهنية
دَرَس نصّار في مدرسة الآباء الفرنسيسكان في بيت لحم، ثم سافر للخارج لينال شهادة في الهندسة المعماريّة وهو في عمر 28 عامًا، ليعود إلى بيت لحم ويكون أول معماري فيها بشكل رسمي. ويُعتقد أنه نال شهادته إما من باريس أو إسطنبول.

## الأعمال

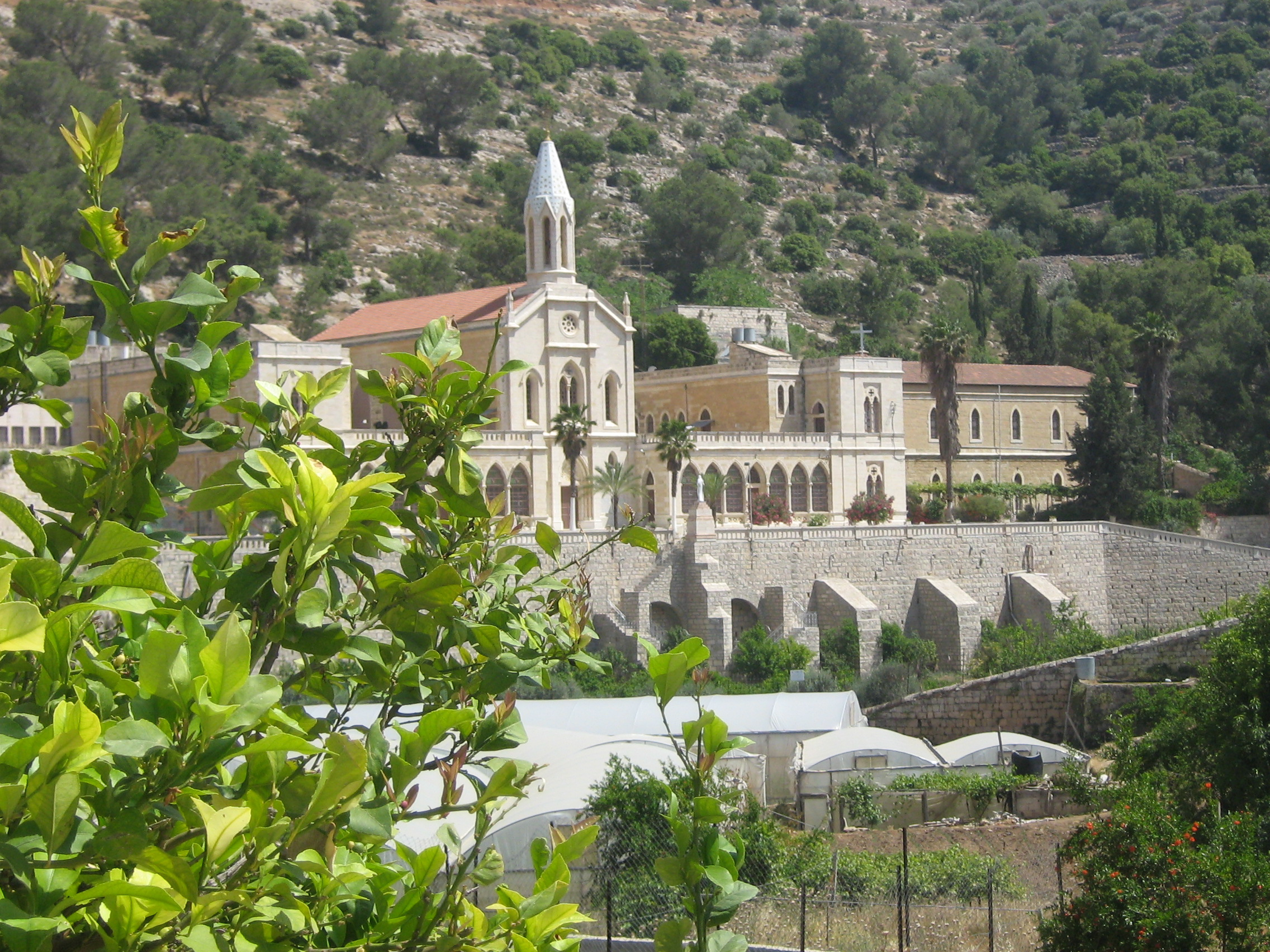
دير الجنة المقفلة، ارطاس.

يُعتبر دير راهبات الجنّة المُقفلة في قرية أرطاس قرب بيت لحم أول أعمال مرقص نصّار، والذي عمل فيه إلى جانب أخيه عام 1901، كما عمل فيه عدد كبير من الحجّارين والنحّاتين والعمّال من بلدات مختلفة في فلسطين، ولقد استمر العمل فيه ثلاث سنوات.
لقد بزغ نجم مرقص نصّار مع عودة أثرياء بيت لحم من المهجر في بداية القرن العشرين، فبنى لهم قصورًا بارزة. كما يُعتبر مبنى فندق الكازانوفا بجانب كنيسة المهد من أهم أعماله، حيث بُني باستخدام الحجر الوردي الأحمر، واستُعمل لاستقبال الحجّاج المسيحيين. كما بنى نصّار مبنى كنيسة الأرمن الكاثوليك في البلدة القديمة في القدس. ولقد انتدبته الدولة العثمانيّة لشق الطريق الواصل بين القدس ويافا، وبين القدس والخليل.
لقد تم ترميم قصر مرقص نصار في بيت لحم في عام 2013، والذي بناه بنفسه، حيث تشارك في ترميمه كل من مركز حفظ التراث الثقافي ومركز المعمار الشعبي الفلسطيني.

## تكريم
- منح البابا بيوس العاشر وسام القدّيس سلفلترس من رتبة قائد للمعمار مرقص نصّار، تقديرًا لخدمته في الهندسة وبناء الأديرة في فلسطين.[1]
- أطلقت بلديّة بيت لحم اسم مرقص نصار على أحد الأدراج القديمة المُرممة في المدينة.[3]

## وصلات خارجية
- قصر مرقص نصار - رواق